# میکی هازارد
 میکی هازارد  (به انگلیسی: Micky Hazard) (زاده ۵ فوریه ۱۹۶۰ - ساندرلند) بازیکن فوتبال اهل انگلستان است. وی سابقه عضویت در باشگاه تاتنهام و چلسی را دارد.